# Provatás (bergstopp)
Provatás är en bergstopp i Grekland.   Den ligger i prefekturen Chios och regionen Nordegeiska öarna, i den östra delen av landet, 210 km öster om huvudstaden Aten. Toppen på Provatás är 816 meter över havet, eller 110 meter över den omgivande terrängen. Bredden vid basen är 1,3 km. Provatás ligger på ön Chios.
Terrängen runt Provatás är huvudsakligen kuperad. Provatás ligger uppe på en höjd som går i nord-sydlig riktning.Runt Provatás är det ganska tätbefolkat, med 52 invånare per kvadratkilometer. Närmaste större samhälle är Chios, 7,9 km öster om Provatás. 